# Nāḩiyat Maḑāyā
Nāḩiyat Maḑāyā (arabiska: ناحية مضايا) är ett subdistrikt i Syrien.   Det ligger i provinsen Rif Dimashq, i den sydvästra delen av landet, 24 km norr om huvudstaden Damaskus.
Trakten runt Nāḩiyat Maḑāyā är ofruktbar med lite eller ingen växtlighet. Runt Nāḩiyat Maḑāyā är det ganska tätbefolkat, med 75 invånare per kvadratkilometer.